# Рибейро, Эдмур
Эдмур Пинто Рибейро (порт.-браз. Edmur Pinto Ribeiro; 9 сентября 1929, Сакуарема — 25 сентября 2007, Нитерой) — бразильский футболист, нападающий. Первый иностранный футболист, ставший лучшим бомбардиром чемпионата Португалии.

## Карьера
Эдмур начал играть в футбол в любительской команде «Сакуарема». Когда он переехал в Сан-Гонсалу, то там выступал за команды «Мауа» и «Тамойос». Два сезона футболист играл за «Фонсеку». В 1948 году Эдмур стал игроком «Фламенго». Он дебютировал в составе команды 12 июня в матче с Рио-Бранко (6:0). 4 июля он сыграл единственную встречу за команду против «Америки» (1:1). Всего за «Фламенго» Эдмур провёл три встречи. После этого футболист перешёл в клуб «Канто до Рио». В 1951 году он перешёл в «Васко да Гаму», заплативший за трансфер игрока 150 тысяч крузейро. Годом позже нападающий выиграл свой первый трофей — чемпионат штата Рио-де-Жанейро. В 1953 году Эдмур перешёл в «Португезу Деспортос». В 1955 году он выиграл с командой турнир Сан-Паулу, в розыгрыше которого забил 11 голов в 11 матчах. В 1958 году он играл за клуб «Наутико».
В середине 1958 года Эдмур стал игроком португальской команды «Витория» из Гимарайнша. Его пригласил в клуб президент команды Антониу Пименту Машаду, мигрант, имевший связи в северо-восточной Бразилии и регулярно привозивший оттуда футболистов. 21 сентября он дебютировал в составе команды в матче с «Белененсишом», где забил два гола. А всего в сезоне забил 17 голов, став лучшим бомбардиром команды. В сезоне 1959/1960 Эдмур забил 25 голов, став лучшим бомбардиром чемпионата. Он стал первым иностранным футболистом, добившимся этого достижения. Годом позже Эдмур забил 15 голов, став лучшим бомбардиром команды. Всего за Виторию футболист провёл 86 матчей и забил 68 голов. По окончании сезона он начал переговоры с «Белененсишом» на предмет перехода, однако перед подписанием договора клуб отказался от трансфера, сославшись на высокий личный контракт возрастного нападающего.
В середине 1961 года Эдмур перешёл в испанскую «Сельту», выступавшую во втором дивизионе чемпионата Испании. 3 сентября он сыграл дебютный матч за клуб против «Алавеса» (0:3). Во второй игре, против «Атлетико Балеареса» нападающий забил первый гол в составе команды. Всего за «Сельту» футболист провёл 14 матчей и забил два гола. Последнюю встречу в футболке команды Эдмур сыграл 21 января 1962 года с «Оренсе» (0:0). По окончании сезона футболист возвратился в Португалию, подписав контракт с «Лейшойншем». За клуб форвард провёл 26 матчей и забил 9 голов. После этого футболист уехал на родину, став игроком «Португезы Деспортос». В 1964 году он перешёл в клуб «Депортиво Италия» из Венесуэлы. Там футболист выступал три сезона, выиграв титул чемпиона страны. В 1966 году Эдмур завершил карьеру.
В 1971 году Эдмур недолго проработал главным тренером «Наутико». В 1972 году он уехал в Португалию. Там Эдмур получил тренерскую лицензию и в том же году возглавил клуб «Альядус ди Лорделу». Далее он вновь работал в стране, тренируя клубы «Фафи», «Жил Висенте», «Униан» из Паредиша, «Морейренсе» и клуб «Рекреатива ди Сан-Мартинью». С 1980-х годов он отошёл от профессии тренера и открыл свою футбольную школу в Гимарайнше. Последние годы жизни Эдмур жил в Бразилии. Он умер в сентябре 2007 года в Нитерое. В декабре того же года именем Эдмура Рибейро назвали музей с трофеями «Витории», находящийся на стадионе Афонсу Энрикиш.

## Международная статистика
| Матч Эдмура за сборную Бразилии | Матч Эдмура за сборную Бразилии | Матч Эдмура за сборную Бразилии | Матч Эдмура за сборную Бразилии | Матч Эдмура за сборную Бразилии | Матч Эдмура за сборную Бразилии | Матч Эдмура за сборную Бразилии |
| ------------------------------- | ------------------------------- | ------------------------------- | ------------------------------- | ------------------------------- | ------------------------------- | ------------------------------- |
| №                               | Дата                            | Место проведения                | Оппонент                        | Счёт                            | Голы                            | Турнир                          |
| 1                               | 17 ноября 1955                  | Сан-Паулу                       | Парагвай                        | 3:3                             | —                               | Кубок Освалдо Круза             |

## Достижения

### Командные
- Чемпион штата Рио-де-Жанейро: 1952
- Обладатель Кубка Освалдо Круза: 1955
- Победитель турнира Рио — Сан-Паулу: 1955
- Чемпион Венесуэлы: 1966

### Личные
- Лучший бомбардир турнира Рио — Сан-Паулу: 1955 (11 голов)
- Лучший бомбардир чемпионата Португалии: 1959/1960 (25 голов)